# Les Flingueuses (série télévisée)
Pour les articles homonymes, voir Les Flingueuses.
Les Flingueuses (Suburban Shootout) est une série télévisée britannique en douze épisodes de 26 minutes, créée par Roger Beckett et diffusée entre le 27 avril 2006 et le 20 septembre 2007 sur Five. En France, le premier épisode a été diffusé le 
11 avril 2008 sur Série Club dans les Screenings 2008. La série est diffusée depuis le 12 janvier 2010 sur Arte.

## Synopsis
Joyce et Jeremy Hazeldine emménagent à Little Stempington, une charmante petite ville dans la banlieue de Londres. Très rapidement, Joyce découvre qu'il existe deux gangs rivaux de femmes au foyer, l'un dirigé par Camilla Diamond et l'autre par Barbara Du prez...

## Distribution
- Amelia Bullmore (VF : Claudine Grémy) : Joyce Hazeldine
- Anna Chancellor (VF : Odile Schmitt) : Camilla Diamond
- Cathryn Bradshaw (VF : Marie-Madeleine Burguet) : Margaret Littlefair
- Emma Kennedy (VF : Marie-Laure Dougnac) : Lillian Gordon-Moore
- Felicity Montagu (VF : Joëlle Fossier) : Barbara Du Prez
- Lucy Robinson (VF : Véronique Desmadryl) : Pam Draper
- Rachael Blake (VF : Gaëlle Savary) : Hilary Davenport
- Ralph Ineson (VF : Bernard Bollet) : Jeremy Hazeldine
- Tom Hiddleston : Bill Hazeldine

## Épisodes

### Première saison (2006)
1. Bienvenue à Little Stempington (Hot Flush)
2. Mise à l'épreuve (Super Sex Me)
3. Kill Bill (Kill Bill)
4. Réunion Botox (Botox Rox)
5. Mange ton disque (Dance Chill)
6. Convoyeuse de fonds (Throw Momma from the Train)
7. Molotov party (Let the Binging Commence)
8. Fin de partie (What Do I Hear for Rod Stewart's Thong?)

### Deuxième saison (2007)
1. Tolérance zéro (Series 2 Episode 1)
2. Projet Casino (Series 2 Episode 2)
3. Gang de luxe (Series 2 Episode 3)
4. Fight club (Series 2 Episode 4)
5. Supercasino  (Series 2 Episode 5)
6. Executopia (Series 2 Episode 6)